# وین گرتسکی
وین گرتسکی (انگلیسی: Wayne Gretzky؛ زادهٔ ۲۶ ژانویهٔ ۱۹۶۱) بازیکن و مربی سابق هاکی روی یخ اهل کانادا است. گرتسکی با زدن ۸۹۴ گل در لیگ ملی هاکی در صدر جدول گلزنان تاریخ این لیگ قرار دارد و به عنوان بهترین بازیکن هاکی روی یخ جهان شناخته میشود. گرتسکی همراه با تیم ادمونتون اویلرز چهار بار برنده جام استنلی شده است.
از دیگر باشگاه‌هایی که گرتسکی در آن بازی کرده است می‌توان به لس‌آنجلس کینگز، سنت لوئیس بلوز و نیویورک رنجرز اشاره کرد.